# Elzange
Elzange (niem. Elsingen) – miejscowość i gmina we Francji, w departamencie Mozela, w regionie Lotaryngia. Kościół parafialny Świętego Piotra z 1762 roku. Według danych na rok 2009 gminę zamieszkiwało 775 osób.